# Spoorlijn Bassens - Le Bec-d'Ambès
De spoorlijn Bassens - Le Bec-d'Ambès is een Franse spoorlijn van Bassens naar Ambès. De lijn is 19,4 km lang en heeft als lijnnummer 583 000.

## Geschiedenis
De lijn werd geopend door de Compagnie du chemin de fer de Paris à Orléans op 1 februari 1939. De lijn is alleen in gebruik voor goederenvervoer.
Sinds 2017 is de lijn eigendom van Grand Port Maritime de Bordeaux.

## Aansluitingen
In de volgende plaatsen is of was er een aansluiting op de volgende spoorlijnen:
Bassens
RFN 570 000, spoorlijn tussen Paris-Austerlitz en Bordeaux-Saint-Jean
RFN 570 511, havenspoorlijn Bassens
La Chapelle-d'Ambès
RFN 583 806, Havenspoorlijn appontements du Marquis
Le Bec-d'Ambès
RFN 583 511, bedieningsspoor van Port pétrolier d'Ambès